# Schloss Pillmersried

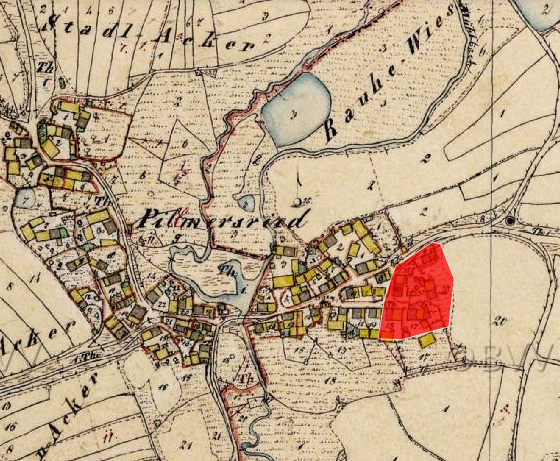
Lageplan von Schloss Pillmersried auf dem Urkataster von Bayern

Das abgegangene Schloss Pillmersried befand sich in dem gleichnamigen Gemeindeteil der oberpfälzischen Stadt Rötz im Landkreis Cham von Bayern. Das Schloss stand im südlichen Teil des Rötzbaches auf einer kleinen Erhebung von Pillmersried. „Archäologische Befunde des abgegangenen frühneuzeitlichen Schlosses und mittelalterlichen Adelssitzes von Pillmersried“ werden als Bodendenkmal unter der Aktennummer D-3-6641-0155 geführt.

## Geschichte
Der Name des Ortes ist von dem Namen Pilgrim abzuleiten und bezeichnet eine Rodung des Pilgrims. Erstmals wird dieser Ort 1320 erwähnt, damals beurkundeten Dietrich und Werner von Schneeberg den Verkauf eines Hofes in Fahrnersdorf (heute ein Stadtteil von Rötz) ze Pilgreimsrevt in unserm Hof. 1488 wird Pillmersried erstmals als Landsassengut des Mathias Reschauer geführt; vermutlich gehörte es damals noch zur Herrschaft Schwarzenburg. Zwischen 1503 und 1580 war Pillmersried im Besitz der Familie Krenzl. Dann kam es an Georg Krenzels Schwager, den Georg Erber. Auf diesen folgte 1592 Daniel von Schönstein und 1597 Hanns Christoph Fuchs auf Schneeberg. 1600 übergab dieser Pillmersried seinem Schwiegersohn Georg Peter von Satzenhofen und danach seinem anderen Schwiegersohn Hanns Otto von Ebleben, dem auch Burg Thannstein gehörte. Seine Witwe verkaufte Pillmersried an Jobst Sigmund von Sazenhofen. 1617 folgte als Inhaberin Anna Elisabeth von Sparneck, 1622 Ludwig Sauerzapf und ab 1627 wieder die Ebleben. Nach der Enteignung des Protestanten Friedrich Wilhelm von Ebleben 1636 kam Pillmersried wieder an die Sauerzapf. Ihnen folgten die Hund und 1693 Philipp Gaston Wolf von Wolfsthal, u. a. der Inhaber von Thannstein. Da sein einziger Sohn 1713 verstarb, nahm er seinen Freund, den Grafen Schönborn-Wiesentheid, an Sohnes statt an und vererbte diesem die Grafschaft mit allen Besitzungen.
1747 kam Pillmersried (immer mit Schloss Thanstein) an die Freiherrn von Wittmann und 1785 an Graf Max von Holnstein. 1804 wurde der Besitz „zertrümmert“. Das von seinen Besitzern kaum genutzte Schloss wurde im 19. Jahrhundert abgebrochen und von ihm ist nichts mehr zu sehen. Es scheinen auch keine Bilder von Schloss Pillmersried zu existieren.